# История на ФК АЕК Атина
ФК АЕК Атина е сред най-известните и легендарни футболни клубове в Гърция.
Има уникална дълга история, която е богата на успехи и спадове. Клубът е създаден на 13 април 1924 г. Първата шампионска титла на Гърция, която печеле, е тази от 1939 г. Клубът е третият най-успешен клуб в Гърция, като е бил 11 пъти шампион на страната, и е нареден след двата им кръвни врага – Панатинайкос с 20 шампионски титли и Олимпиакос с 40 шампионски титли.

## Произход на клуба
Гръцкото население на Константинопол (сега Истанбул), не по-различно от останалото такова в Османската империя, е създало и поддържало собствени спортни клубове.
Такива са например: Еноси Татавлон (на гръцки: Ένωση Ταταούλων) от квартал Татавла (днешел Куртулуш), Хермес (известен като Клуб Пера (на гръцки: Ερμής)) от квартал Пера (Πέρα, днешен Бейоглу, в който е и отборът на Галатасарай), „Мегас Александрос“ (на гръцки: „Μέγας Αλέξανδρος“) от Буюкдере, „Олимпиас“ Терапион („Ολυμπίας“ Θεραπειών) от същия Буюкдере, и Ираклис (Ηρακλής) от Куртулуш, създаден 1896 г., което го прави най-стария съществуващ отбор в град Истанбул.
Отборът на „Хермес“ от Пера (Бейоглу) е бил основан през 1914 г. и бързо станал един от най-популярните отбори в града. През 1923 е принуден да си смени името на „Клуб Пера“ и повечето от атлетите на клуба избягали от града и се заселили или в Солун, или в Атина. Останалите в клуба променили още веднъж през същата година името си на Бейоглуспор.

## Първите години (1924 – 1959)

### Основаване и първи стъпки (1924 – 1929)
Спечелени турнири: -
Втори места: Атинско първенство: 3 пъти (1925, 1927, 1929)
През 1924 г. бежанците от Константинопол (сред тях атлети от „Клуб Пера“ и останалите константинополски отбори) се срещнали в заведение на улица Веранзеру, в центъра на Атина, и основали АЕК (Αθλητική Ένωση Κωνσταντινουπόλεως) – Атлетически съюз на Константинопол. Основателите на клуба имали за цел да осигурят спортен и културен отдих на бежанците от Константинопол, които се заселили в Атина.
Първият двубой на АЕК бил срещу столичния Атромитос в приятелска среща и завършил при резултат 1:1. Първият официален мач на клуба е бил на 14 декември 1924 г. срещу ФК Гоуди Атина и завършва с победа 4:2.
Отборът на АЕК бързо набрал популярност, засенчвайки други отбори създадени от бежанци от други части на Османската империя населявани от гърци (Паниониос, Аполон Смирна). Това се случва благодарение на многото имигранти, дошли в Атина, и също благодарение на политическите връзки и богатството на много от членовете на клуба. Тъй като АЕК нямали собствен терен, те играели мачовете си на множество места, включително до храма на Зевс и стадион Леофорос Александрас (стадиона на Панатинайкос).
Първият президент на АЕК – Константинос Спаноудис (1871 – 1941), журналист и близък на гръцкия министър-председател Елевтериос Венизелос, подал молба за установяване върху земя, за изграждане на игрище. През 1926 г. земя в Неа Филаделфия, която преди това е била заделена за построяване на нови жилища за бежанците, бива дадена за изграждането на ново игрище.
През 1927 г. АЕК, Панатинайкос и Олимпиакос решили да се откъснат от Атинската регионална лига след спор с Гръцката футболна федерация. Тези три клуба формирали П.О.К. (Ποδοσφαιρικές Ομάδες Κέντρου) и започнали да играят приятелски мачове помежду си и с други отбори. През 1928 г. П.О.К. и футболната федерацията се разбрали и трите бъдещи гранда отново влезли във федерацията.
През същата тази 1928 година, Венизелос одобрил планове за строежа на това което в следващите 70 години феновете на АЕК ще наричат свой дом – стадион Никос Гумас.

### Първи успехи (1929 – 1940)
Спечелени турнири: Купа на Гърция: 2 пъти (1932, 1939); Гръцко първенство: 2 пъти (1939, 1940); Атинско първенство: 1 път (1940); Великденска купа: 1 път (1938)
Втори места: Атинско първенство: 5 пъти (1930, 1931, 1937, 1938, 1939)
През 1930 г. е завършен стадион Никос Гумас. След отпускането на земята и преди да бъде построен стадиона, тези полета са били използвани за тренировъчни игрища. Първия мач на новия стадион е през ноември 1930 г. в приятелска среща срещу Олимпиакос, завършил при резултат 2:2.
През 1932 г. АЕК печели първият си трофей – Купата на Гърция, след като побеждава Арис Солун на финала с 5:3. Головете за тима вкарват Иляс Иляскос, Никос Балтас (2 гола), Оиконому (автогол) и Костас Негропонтис. Костас Негропонтис е един от ветераните в клуба, дошъл от „Клуб Пера“ от Константинопол.
През 1933 г. Негропонтис станал старши треньор на клуба. Той успял да създаде състав, в който греели имената на Клеантис Маропулос и Трифон Дзанетис, които били най-добрите нападатели по онова време и едни от най-добрите в историята на гръцкия футбол. Други известни футболисти от този състав били Михалис Делавиняс, Йоргос Магейрас и Спирос Склавунос.
Успехите на клуба в края на 30-те години на XX в. били двете шампионски титли от 1939 и 1940 г., купата на страната от 1939 г. спечелена с 2:1 с голове на Алекос Хаджиставридис и Манетас, с който АЕК печели първия дубъл в историята гръцкия футбол.

### АЕК Атина и гръцкият футбол през Втората световна война (1940 – 1945)
Спечелени турнири: Коледна купа: 1 път (1943); Великденска купа: 1 път (1944)
Втори места: -
Гръцкото първенство през сезон 1940/41 било прекъснато заради Итало-гръцката война. Заради Битката за Гърция и фашистката окупация на страната (1941 – 1945), спортните събития в нея били оскъдни на брой.
През пролетта на 1942 г. АЕК и Панатинайкос решили да играят приятелска среща, парите от които да отидат за болница в Атина, но им било заповядано да дадат част от доходите от мача на окупационните сили. Клеанти Маропулос и Тасос Критикос, които били капитаните на двата отбора по онова време, отказали да се подчинят да дадат парите, и 15 000 зрители превърнали мача в един от най-големите протести срещу властта по онова време. Този двубой е известен днес като „Дербито на съпротивата“. През юни 1944 играчът на АЕК Спирос Контулис бил убит от нацистите, докато се е опитвал да избяга по време на транспортирането му към Кесариани, за да бъде екзекутиран заради участието му в този мач.
Гръцкото първенство през сезон 1942/43 било опит да се възстанови спортната дейност в страната, но опитът е неуспешен. По време на прекратяването на шампионата за този сезон, АЕК били 1-ви с 6 победи и 1 равен мач от 7 изиграни.

### Годините след Втората световна война (1945 – 1952)
Спечелени турнири: Купа на Гърция: 2 пъти (1949, 1950); Атинско първенство: 3 пъти (1946, 1947, 1950); Коледна купа: 1 път (1947)
Втори места: Гръцко първенство: 1 път (1946); Купа на Гърция: 1 път (1948); Атинско първенство: 2 пъти (1951, 1952)
С английския треньор Джак Бебе, с ветераните Маропулос, Дзанетис, Михалис Делавинияс и Йоргос Магейрас, както и с младите Костас Пулис, Гулиос, и Павлос Емануилидис, АЕК печели гръцката купа през 1949 и 1950 г., като побеждава на финала съответно Панатинайкос с 2:1 и Арис с 4:0.
Също така АЕК печели и Атинското регионално първенство през 1950 г., но срещите за влизане в Гръцкото първенство не се играят, заради многото повикани играчи за тренировъчен лагер на Гръцкия национален отбор.

### Поколение на нови звезди (1952 – 1959)
Спечелени турнири: Купа на Гърция: 1 път (1956); Коледна купа: 1 път (1957); Великденска купа: 2 пъти (1955, 1958)
Втори места: Гръцко първенство: 2 пъти (1958, 1959); Купа на Гърция: 1 път (1953); Атинско първенство: 2 пъти (1954, 1958)
Първите години на 50-те станали свидетели на новото поколение от звезди в лицето на Янис Канакис, Андреас Стаматиядис, Павлос Емануилидис и вратаря Стелиос Серафейдис.
През 1955 г. към клуба се е присъединил и Костас Несторидис – футболистът, който щял да стане най-добрият нападател на своето време в Гърция. От бившия му клуб – Паниониос не се съгласяват с трансфера му в АЕК, и поради тази причина Костас не играе два поредни сезона от 1955 до 1957, поради закона за футболните трансфери на гръцката федерация, които действали по онова време.
АЕК печели купата на страната през 1956 г., като този път побеждават Олимпиакос с 2:1 на финала.

## Ранните години на Алфа Етники (1959 – 1974)

### Периодът на Хари Ауредник и третия на Трифон Дзанетис (1959 – 1962)
Спечелени турнири: -
Втори места: Алфа Етники: 1 път (1960)
От сезон 1958/59 до 1962/63, Костас Несторидис завършва като голмайстор в първенството четири пъти подред, и бива считан за най-добрия футболист в своето време.

### Първи период на Йено Чакнади (1962 – 1963)
Спечелени турнири: Алфа Етники: 1 път (1963)
Втори места: -
Въпреки това, усилията на Несторидис и неговите прекрасни подвизи не били достатъчни за АЕК да спечели титлата. Това е така, докато младият нападател Мимис Папайоану не подписва с клуба, и в крайна сметка да го изкачи на върха в Гърция. Формирайки страхотен тандем с Несторидис, който е голмайстор на Алфа Етники пет поредни пъти, Папайоану успява да донесе първата титла на АЕК след войната, като вкарва два пъти в плей-офа срещу Панатинайкос, изравнявайки резултата в мача на 3:3 и по този начин АЕК да спечелят с голове на чужд терен. Водени от унгарския треньор Йено Чакнади, шампионският състав включвал още ветераните Стелиос Серафейдис и Андреас Стаматиядис, Алекос Софианидис, Стелиос Скевофилакас, Йоргос Петридис, Манолис Канелопулос, Милтос Папапостолу и сириеца Ибрахим Мухраби, който е и първия чужденец играл за двуглавите орли.
| Турнир                 | М  | П  | Р | З | ГЗ | ГС | ГР  | %П    | Поз/Кръг           |
| ---------------------- | -- | -- | - | - | -- | -- | --- | ----- | ------------------ |
| 1962–63 Алфа Етники    | 30 | 20 | 7 | 3 | 66 | 21 | +45 | 66.66 | 1-во място шампион |
| 1962–63 Купа на Гърция | 1  | 0  | 0 | 1 | 0  | 1  | -1  | 00.00 | Четвъртфинал       |
| Общо                   | 31 | 20 | 7 | 4 | 66 | 22 | +44 | 64.52 | /                  |

### Периодите на Хейнрих Мюлер и Мирко Кокотович (1963 – 1966)
Спечелени турнири: Купа на Гърция: 2 пъти (1964, 1966)
Втори места: Алфа Етники: 1 път (1965)
Легендата на Фенербахче и Турция Лефтер Кючукандонядис, който е от гръцки произход, се присъединил през 1964 г. към тима на АЕК. Той изиграва пет мача и вкарва два гола за гърците преди да сложи край на славната си карирера.

### Втори период на Йено Чакнади
Спечелени турнири: Алфа Етники: 1 път (1968)
Втори места: Алфа Етники: 1 път (1967)
Със завръщането на Йено Чакнади на треньорската позиция в клуба през 1968, и играчи като Костас Николаидис, Йоргос Карафескос, Панайотис Вентурис, Фотис Балопулос, Спирос Помонис, Алекос Йордану и Никос Статопулос, АЕК печели шампионата през 1968 г. по сравнително лесен начин, и става първия гръцки отбор достигнал четвъртфинали в Купата на европейските шампиони.
| Турнир                 | М  | П  | Р | З | ГЗ | ГС | ГР  | %П    | Поз/Кръг           |
| ---------------------- | -- | -- | - | - | -- | -- | --- | ----- | ------------------ |
| 1967–68 Алфа Етники    | 34 | 22 | 6 | 6 | 68 | 24 | +44 | 64.71 | 1-во място шампион |
| 1967–68 Купа на Гърция | 4  | 3  | 0 | 1 | 5  | 3  | +2  | 75.00 | Полуфинал          |
| Общо                   | 38 | 25 | 6 | 7 | 73 | 27 | +46 | 65.79 | /                  |

### Периодите на Бранко Станкович и Стан Андерсън (1968 – 1974)
Спечелени турнири: Алфа Етники: 1 път (1971); Суперкупа на Гърция: 1 път (1971)
Втори места: Алфа Етники: 1 път (1970)
Влизането в отбора на опитния нападател Андреас Папаемануил и младия защитник Апостолос Тоскас през 1969 г. подсилва редиците на АЕК и по този начин бива спечелена петата титла в историята на клуба през 1971 г.
Също така АЕК печели и неофициалният турнир за Суперкупата на Гърция през 1971, побеждавайки Олимпиакос с 4 – 2 при дузпите, след 2 – 2 в Пирея и 1 – 1 в Неа Филаделфия.

## В собственост на Лукас Барлос (1974 – 1981)

### Периодът на Франтишек Фадрхонц (1974 – 1977)
Спечелени турнири: – 
Втори места: Алфа Етники: 2 пъти (1975, 1976)
Сезон 1974/75
Новият президент на клуба Лукас Барлос назначил за треньор на АЕК Франтишек Фадрхонц – човекът, който завежда Нидерландия до финала на Световното първенство през 1974 г..
Летните попълнения на клуба включвали Валтер Вагнер и Тимо Цанлайтер, както и гърците Христос Ардизоглу и Йоргос Дедес.
АЕК завършва на второ място в първенството.
| Турнир                 | М  | П  | Р | З | ГЗ | ГС | ГР  | %П    | Поз/Кръг     |
| ---------------------- | -- | -- | - | - | -- | -- | --- | ----- | ------------ |
| 1974–75 Алфа Етники    | 34 | 23 | 9 | 2 | 73 | 20 | +53 | 67.65 | 2-ро място   |
| 1974–75 Купа на Гърция | 3  | 2  | 0 | 1 | 5  | 1  | +4  | 66.66 | Четвъртфинал |
| Общо                   | 37 | 25 | 9 | 3 | 78 | 21 | +57 | 67.57 | /            |

Сезон 1975/76
През този сезон Йоргос Дедес печели приза за голмайстор на Алфа Етники, помагайки на АЕК да завърши на втора позиция за втора поредна година.
| Турнир                 | М  | П  | Р | З | ГЗ | ГС | ГР  | %П    | Поз/Кръг   |
| ---------------------- | -- | -- | - | - | -- | -- | --- | ----- | ---------- |
| 1975–76 Алфа Етники    | 30 | 18 | 8 | 4 | 57 | 18 | +39 | 60.00 | 2-ро място |
| 1975–76 Купа на Гърция | 4  | 3  | 0 | 1 | 16 | 3  | +13 | 75.00 | Полуфинал  |
| 1975 – 76 Купа на УЕФА | 4  | 2  | 1 | 1 | 4  | 3  | +1  | 50.00 | 2-ри кръг  |
| Общо                   | 38 | 23 | 9 | 6 | 77 | 24 | +53 | 60.53 | /          |

Сезон 1976/77
Летните попълнения към отбора включвали Томас Маврос, Никос Христидис, Петрос Равусис и Такис Николудис.
Най-паметният момент в европейските турнири в цялата истори на АЕК бил походът до полуфинала за Купата на УЕФА през сезон 1976/77, под ръководството на Франтишек Фадрхонц. По пътя към полуфиналите, АЕК отстраняват четири тима. В първия кръг срещат шампиона на СССР ФК Динамо (Москва). Мачът в Атина завършва с победа – 2:0 с голове на Такис Николудис и Мимис Папайоану. В Москва, Динамо си връща със същия резултат, вкарвайки мачът в продължения. В последната минута на продължението бива отсъдена дузпа за АЕК, която Тасос Константину вкарва, пращайки двуглавите орли във втория кръг на надпреварата. Жребият е горе-долу благосклонен – орлите ще срещнат четвъртият от Англия ФК Дарби Каунти. В Атина гол на Валтер Вагнер и автогол на Род Томас дават победата с 2:0 на АЕК. В Дарби, жълто-черните изостават с гол на нула в резултата, но благодарение на три гола от Такис Николудис, Тасос Константину и Валтер Вагнер дават пространство на АЕК да дишат спокойно. Дарби Каунти успяват да върнат само един почетен гол, и така мачът завършва 2:3 и жълто-черните се класират за третия кръг. Там обаче жребият е брутален – Цървена звезда. В Гърция обаче АЕК отново е безпощаден с 2:0. Головете били отбелязани от Мимис Папайоану и Томас Маврос. В Белград, Звезда повеждат с гол на Петар Баралич, но Валтер Вагнер бързо изравнява. Последвалите голове на Зоран Филипович и Душан „Дуле“ Савич не помагат на червено-белите и така двуглавите орли се класират за четвъртфиналите. АЕК Атина срещат най-голямото си препятствие дотогава – Куинс Парк Рейнджърс.